# Anopheles danaubento
Anopheles danaubento är en tvåvingeart som beskrevs av Mochtar och Walandouw 1934. Anopheles danaubento ingår i släktet Anopheles och familjen stickmyggor. Inga underarter finns listade i Catalogue of Life.